# Santuário do Sameiro
O Santuário de Nossa Senhora do Sameiro (ou Santuário do Sameiro, também chamado Santuário da Imaculada Conceição do Monte do Sameiro) é um santuário mariano localizado em Braga, norte de Portugal.

## História

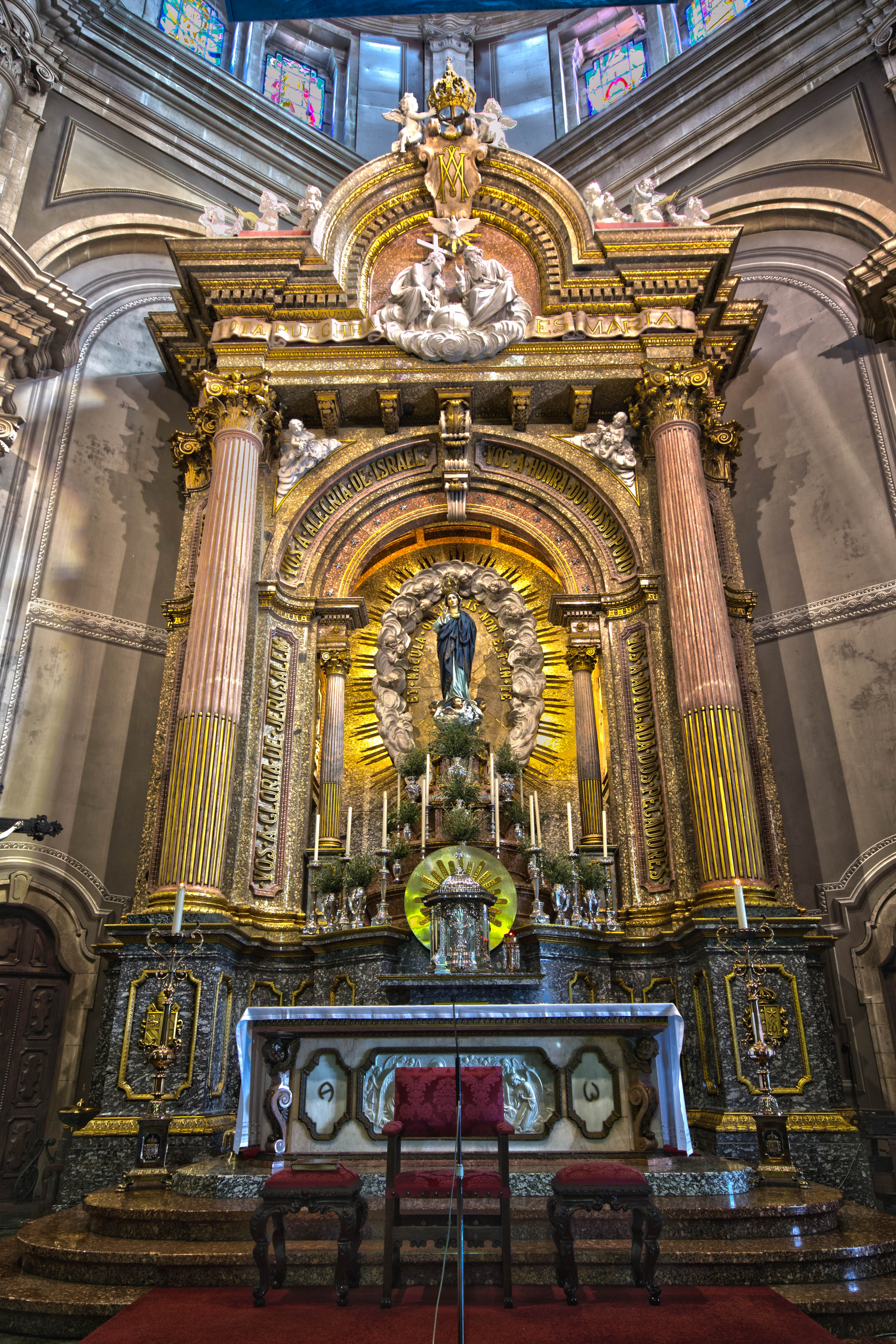
Altar da Basílica de Nossa Senhora do Sameiro

A história deste santuário iniciou-se em 14 de junho de 1863. O fundador deste santuário foi o vigário de Braga, Padre Martinho António Pereira da Silva, natural de Semelhe, que em 1869 fez colocar, no cume da montanha, uma imagem de Nossa Senhora da Conceição. Este santuário constitui um dos centros de maior devoção mariana em Portugal, logo depois do Santuário de Nossa Senhora de Fátima, na Cova da Iria, e do Santuário da Mãe Soberana, em Loulé.
Neste templo, concluído no século XX, destaca-se no seu interior o altar-mor em granito branco polido, bem como o sacrário de prata. Em frente, ergue-se um imponente e vasto escadório, no topo do qual se levantam dois altos pilares, encimados com a imagem da Virgem Maria e do Sagrado Coração de Jesus.

## Cronologia

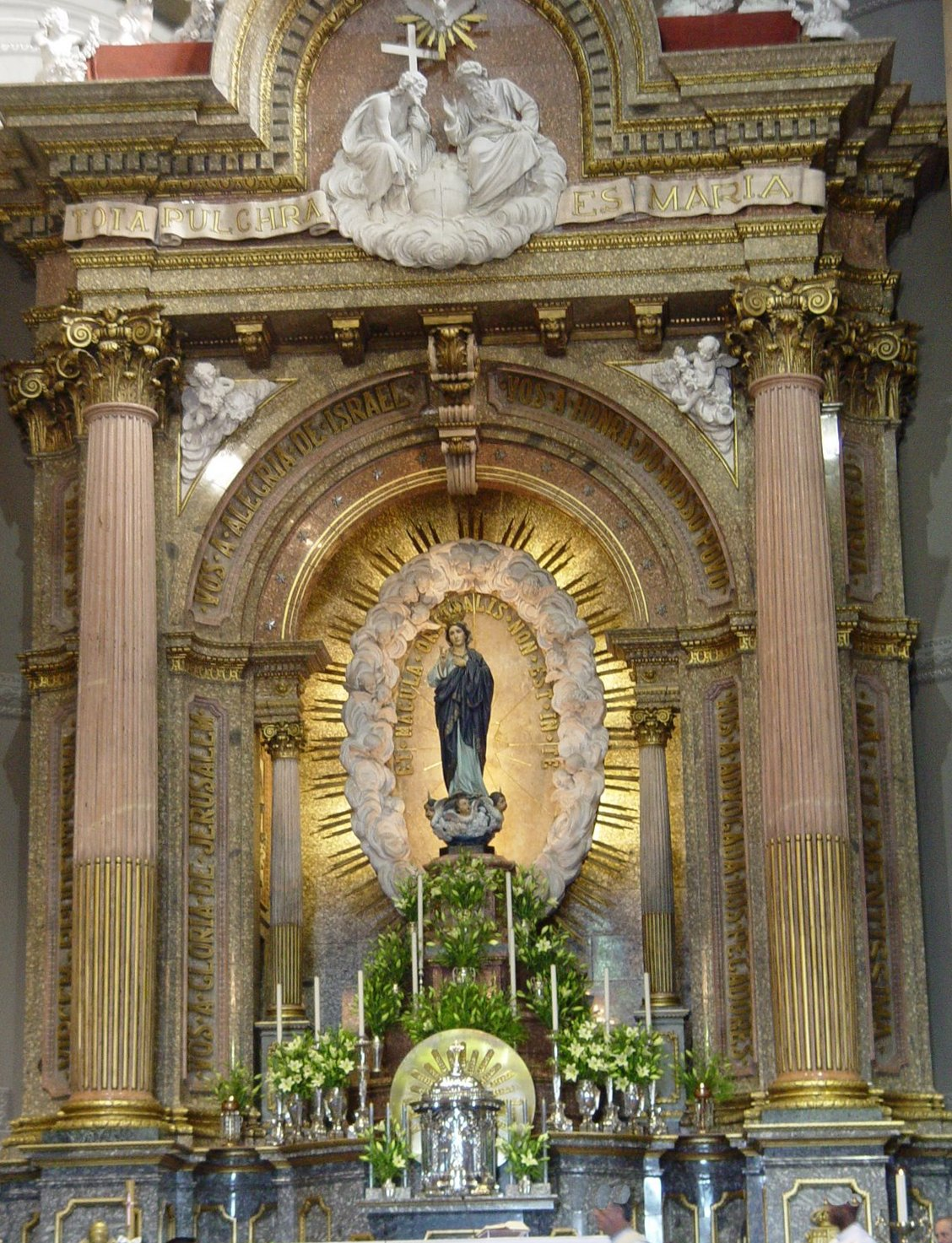
Altar principal da Basílica com a famosa imagem de Nossa Senhora do Sameiro

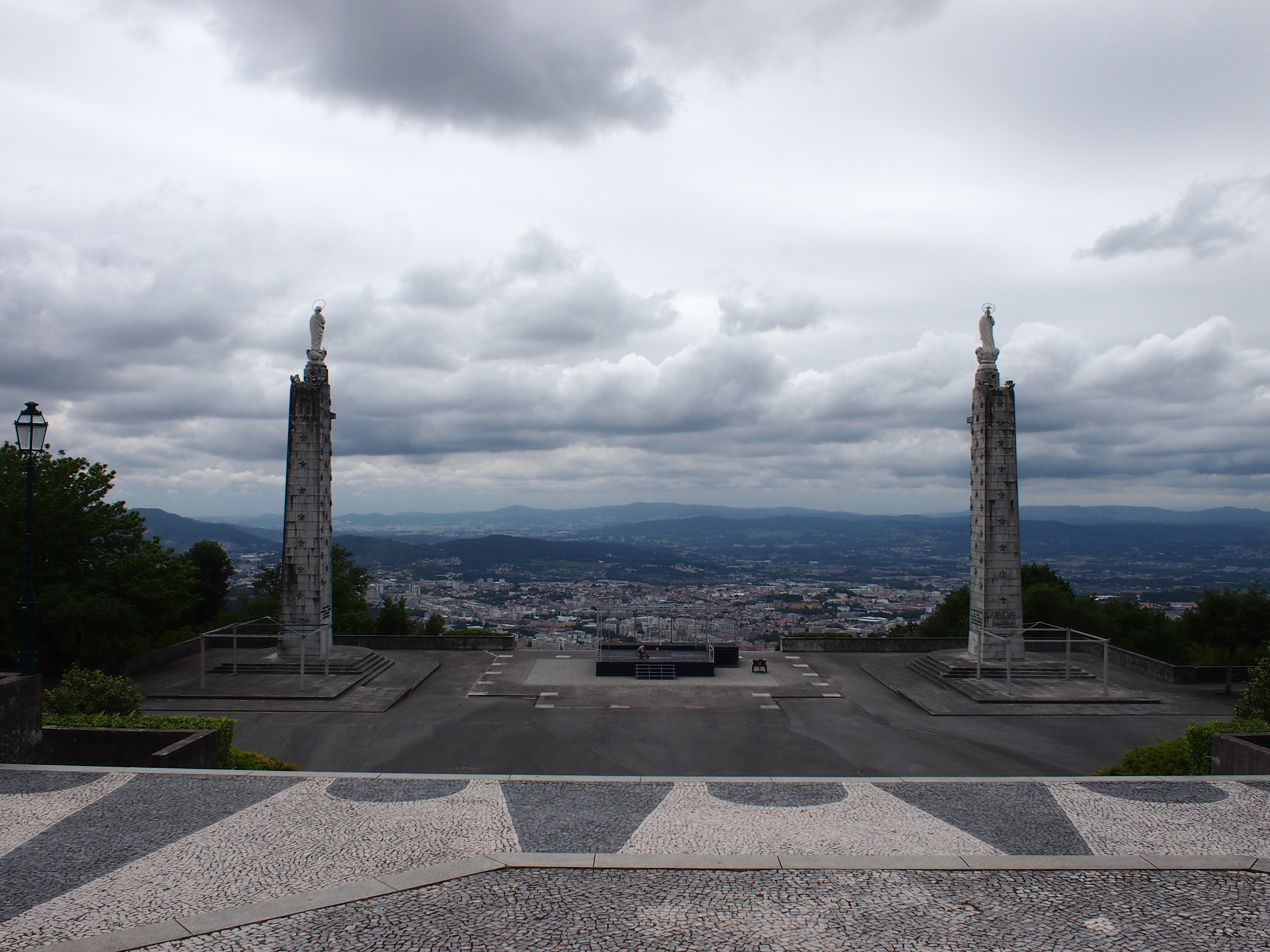
Vista desde o Santuário

- Em 14 de Junho de 1863 foi lançada a primeira pedra para um monumento em honra da Imaculada Conceição de Maria no monte Sameiro, atualmente o monumento está na Santa Marta das Cortiças (Esporões).
- Em 29 de Agosto de 1869 foi benzido e inaugurado o monumento, com imagem de autoria de Emídio Carlos Amatucci.
- Em 31 de Agosto de 1873 iniciou-se a construção de uma capela comemorativa do Concílio Vaticano I e do dogma da infabilidade pontifícia.
- Em 8 de Agosto de 1877 foram criados os estatutos da Confraria da Imaculada Conceição do Monte Sameiro.
- Em 7 de Agosto de 1878, chegou a Braga a imagem de Nossa Senhora do Sameiro, obra do escultor italiano Eugénio Maccagnani (1852-1930).
- Em 29 de Agosto de 1880, a imagem foi conduzida solenemente até ao Sameiro e entronizada na capela, que tinha sido sagrada no dia anterior.
- Em 9 de Janeiro de 1883, o monumento foi destruído por causa desconhecida – um raio, segundo uns, um temporal aliado a má construção, segundo outros, um rebentamento criminoso, segundo outros ainda.[1]
- Em 28 de Julho de 1884 iniciou-se a construção de um novo monumento.
- Em 9 de Maio de 1886 foi inaugurado o novo monumento.
- Em 31 de Agosto de 1890 foi lançada a primeira pedra do actual Santuário.
- Em 12 de Junho de 1904 foi coroada a imagem da Virgem pelo Núncio Apostólico, Monsenhor José Macchi, delegado especial do Papa Pio X.
- Em 12 de Julho de 1936, inicia-se a construção da cúpula.
- 1940, chegam  2 colunas, com 6 toneladas cada uma, de mármore de Estremoz, destinadas ao altar da Senhora do Sameiro.
- Em 12 de Junho de 1941, foi a sagração do altar do Santuário.
- Em 7 de Junho de 1953 foi inaugurado o cruzeiro monumental, obra do arquitecto David Moreira da Silva.
- Em 13 de Junho de 1954 foram inaugurados os monumentos ao sagrado coração de Jesus, e ao Papa Pio IX (este esculpido por Raul Xavier).
- Entre 1959 e 1960 foram inauguradas as estátuas de autoria de Raul Xavier que constituem o Pórtico dos doutores marianos: Cirilo de Alexandria (30 de Agosto de 1959), Bernardo de Claraval (29 de Maio de 1960), António de Lisboa (8 de Dezembro de 1959) e Afonso Maria de Ligório (24 de Agosto de 1960).
- Em 17 de Junho de 1979 foi inaugurada a Cripta, sob o templo inicial.
- Em 15 de Maio de 1982, teve a visita do Papa João Paulo II.
- Em 3 de Junho de 1984, foi inaugurada a estátua do Papa João Paulo II.
- Em 8 de Dezembro de 2004, na comemoração do 150º aniversário da proclamação do dogma da Imaculada Conceição, o Papa João Paulo II através de um seu delegado do Vaticano, Eugênio Sales, distingue o Santuário do Sameiro com a Rosa de Ouro.
- Em 2006, Óscar Casares concebe para o Altar-Mor da Cripta do Santuário o painel "Salve Regina".

## Nossa Senhora do Sameiro

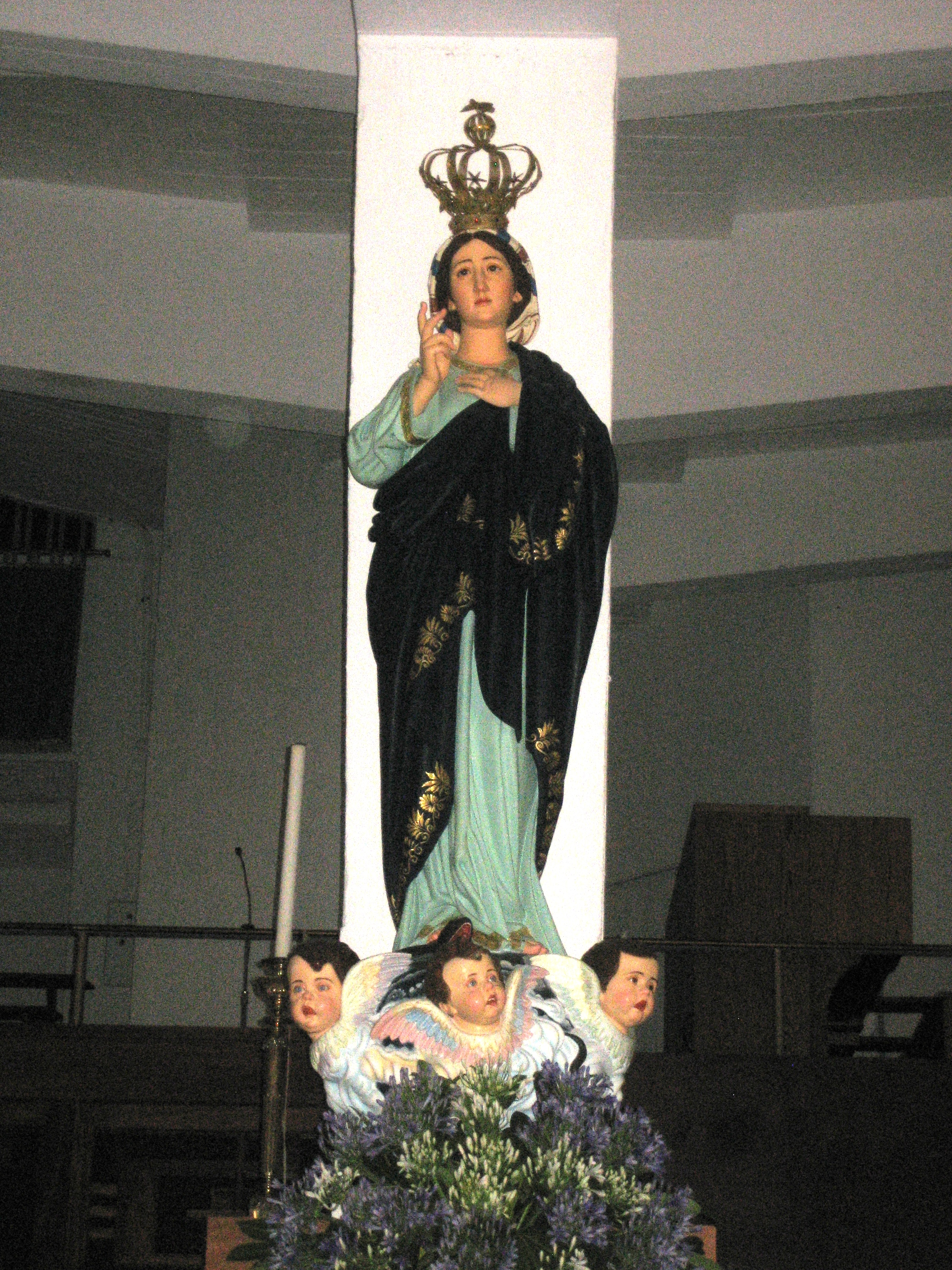
Nossa Senhora do Sameiro

Nossa Senhora do Sameiro é representada por uma imagem da Virgem Maria que se encontra no altar principal do Santuário do Sameiro, em Portugal.
A escultura, esculpida em Roma e benzida pelo Papa Pio IX, porta uma belíssima e valiosa coroa com 2,5 kg em ouro maciço e brilhantes, oferecida em 1904 pelas mulheres de Portugal, inclusive pela Rainha D. Amélia de Orleães.
Braga foi a primeira cidade portuguesa a dedicar um monumento que testemunhou o regozijo do povo de Deus em terras de Santa Maria, ao ser proclamado o dogma da Imaculada Conceição, em 8 de dezembro de 1854.  D. Jorge Ortiga, Arcebispo de Braga, salientou o papel de Nossa Senhora neste local ao identificá-la na sua carta pastoral E Deus Escolheu Maria para ser Mãe de Deus como presença que interpela e convida a “variadas iniciativas sempre conduzentes ao encontro com Cristo, na Palavra e na Eucaristia.”
A comemoração litúrgica de Nossa Senhora do Sameiro celebra-se a 12 de Junho, segundo o Proprium de Braga.
A grande peregrinação anual da Arquidiocese de Braga realiza-se no primeiro domingo de Junho, com partida da Sé Catedral. No terceiro domingo de Agosto ocorre a peregrinação estatutária, que se inicia no vizinho Santuário do Bom Jesus do Monte.
À protecção da Senhora do Sameiro acolhem-se a Casa das Irmãs Dominicanas de Santa Catarina de Sena (1934), o Seminário Missionário Carmelita (1967), o Mosteiro de Santa Cruz dos padres crúzios (1979) e a residência-sede da sociedade de vida apostólica Arautos do Evangelho.